# Mycetophila barrettoi
Mycetophila barrettoi är en tvåvingeart som beskrevs av Lane 1947. Mycetophila barrettoi ingår i släktet Mycetophila och familjen svampmyggor. Inga underarter finns listade i Catalogue of Life.